# No More Censorship
Albums de Scream
'Banging the Drum'
(1986) "[Your Choice Live Series Vol.10"
(1990)
No More Censorship est le quatrième album du groupe hardcore Scream, sorti en 1988 sur le label RAS Records.
C'est le premier disque du groupe où figure Dave Grohl, musicien ayant joué dans de nombreux groupes à succès parmi lesquels Nirvana, Queens of the Stone Age, et Them Crooked Vultures comme batteur, puis Foo Fighters en tant que guitariste et chanteur.
No More Censorship est également le premier album du groupe à être publié par le label reggae RAS, ce dernier voulant se lancer sur le marché du rock. Par conséquent, ils engagèrent Scream afin d'attirer de nouveaux groupes florissants dans leurs studios.
Le disque original sorti en 1988 est épuisé mais, en 2008, Dave Grohl annonça qu'il serait remixé afin d'être à nouveau disponible.
Une réédition de cet album intitulée NMC17, est sortie pour le Record Store Day/Black Friday en 2017 sous le label Southern Lord Recordings. Elle contenait un nouveau mix supervisé par le guitariste Franz Stahl, de nouveaux titres et une nouvelle pochette. Une réédition complète était attendue pour avril 2018.

## Liste des pistes
1. Hit Me
2. No More Censorship
3. Fucked Without a Kiss
4. No Escape
5. Building Dreams
6. Take It from the Top
7. Something in My Head
8. It's the Time
9. Binge
10. Run to the Sun
11. In the Beginning

## Membres
- Scream
  - Peter Stahl - chant
  - Franz Stahl - guitare
  - Skeeter Thompson - basse
  - Dave Grohl - batterie
  - Robert Lee Davidson - guitare